# بنك العائلة
بنك العائلة، هو بنك تجاري في كينيا وهو أكبر بنك في مجتمع شرق إفريقيا. وهي مرخصة من قبل البنك المركزي الكيني والبنك المركزي والجهة الرقابية المصرفية الوطنية.

## روابط خارجية
- موقع بنك العائلة
- موقع البنك المركزي الكيني
- تصنيف البنوك التجارية الكينية حسب الأصول 2009
- بيتر منيري يتولى منصب الرئيس التنفيذي لبنك العائلة